# Рандалс
Ра́ндалс (англ. Randalls Island) — остров площадью 1,11 км², входящий в состав Нью-Йорка. Остров расположен в месте впадения реки Харлем в пролив Ист-Ривер между Манхэттеном, Бронксом и Куинсом. От Бронкса остров отделяет пролив Бронкс-Килл. Остров Рандалс объединён с некогда отдельным от него островом Уордс.
До прихода европейцев остров Рандалс носил индейское название Миннеханонк (англ. Minnehanonck). В 1637 году острова перешли в собственность губернатора Новых Нидерландов Вутера ван Твиллера. Остров Рандалс был назван Клейне-Барент в честь обосновавшегося здесь фермера Барента Янсена. В те годы земли островов использовались в основном под пахотные угодья. На острове Рандалс их насчитывалось около 50 га. В конце XVII столетия на острове добывались камни для первой Церкви Троицы, возведённой в 1698 году.
Впоследствии острова ещё не раз меняли названия. Так, в 1772 году британский инженер Джон Монтрезор выкупил остров Рандалс и назвал его в честь себя. Однако всего через 12 лет острова перекупили фермеры Джонатан Рэндалл и Джеспер и Бартоломью Уорды. Острова носят полученные в честь них названия и поныне. Рэндалл возделывал землю острова вплоть до своей смерти в 1830 год. В 1835 году потомки Рэндалла продали свой остров властям Нью-Йорка за 60 000$ (около 1 300 000$ по курсу 2012 года).
В 1930-х годах на острове Уордс была обоснована штаб-квартира агентства мостов и туннелей компании MTA. Под его управлением острова были опоясаны сложной системой мостов общей протяжённостью около 27 км. В те же годы протока между островами была засыпана, что позволило возвести на островах несколько обширных спортивных комплексов на открытом воздухе. Среди них — футбольный стадион имени Джона Даунинга на 22 000 мест. В 2002 году он был снесён, и на его месте в 2005 году был построен стадион имени Карла Айкана. В 2009 году на острове открылся крупный теннисный центр, в состав которого входит 20 кортов.

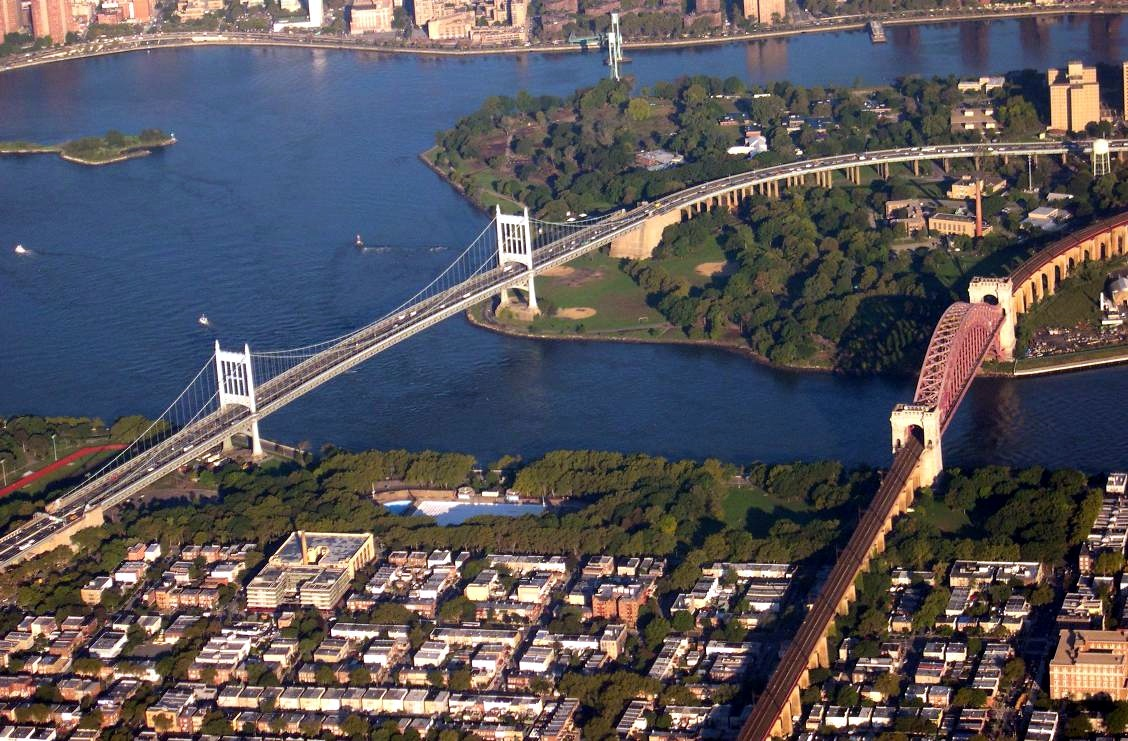
Мосты Трайборо и Хелл-Гейт
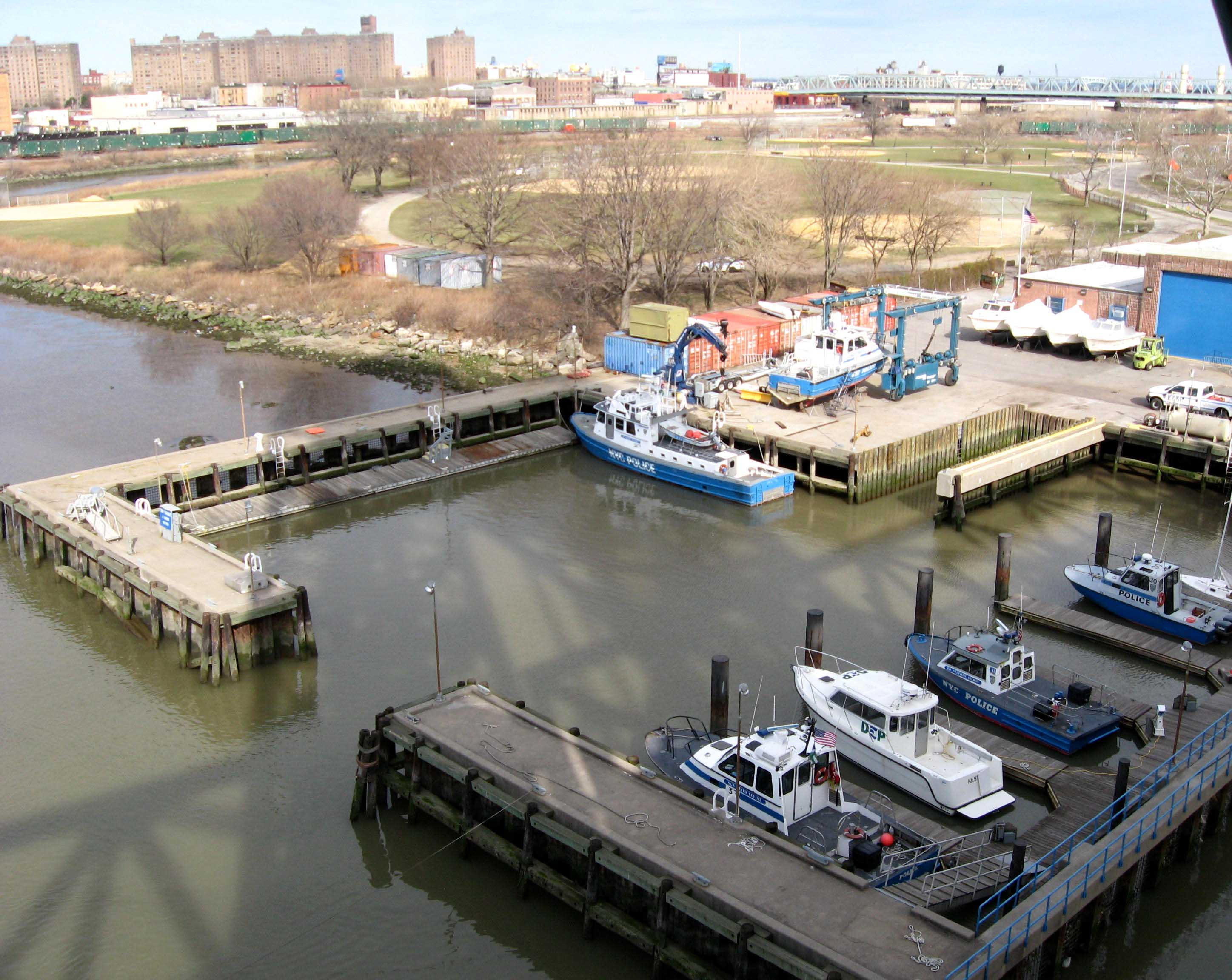
Бухта департамента полиции Нью-Йорка